# Irský červenobílý setr
Irský červenobílý setr (anglicky:  Irish Red and White Setter) je původní plemeno irských setrů.

## Historie
V dřívějších dobách nebyla barva tak rozhodující jako dnes. V irských psincích (dnes chovatelské stanice) byli chováni vedle sebe jak červení setři i červenobílí. Červených bylo o něco méně . Když jeden majitel měl červeného setra, který byl po pracovní stránce výborný a druhý měl výbornou červenobílou fenu, tak se dohodli a jejich potomstvo pak neslo jejich znaky. Štěně červeného setra mělo bílou skvrnu na hrudi a další štěňata červenobílé zbarvení. Později byl založen klub Irských červených setrů protože toto zbarvení bylo elegantnější a vzrůstala jejich obliba. Červenobílí pomalu upadali do zapomnění. Až začátkem 20. století se započalo s opětným oživením chovu, která byla nakonec úspěšně dokončena .
Dnes se s červenobílými setry můžeme setkávat na výstavách i v České republice . V současné době je u nás registrováno více než 180 jedinců a několik chovatelských stanic . Toto plemeno bylo vychováno k tvrdé práci. Při lovu zvěře je o něco pomalejší než červený setr, je vytrvalejší a lépe se cvičí. Má vrozenou milou a přítulnou povahu a dnes je chován i jako rodinný pes vhodný též k dětem. Má rád pohyb a pro myslivce je výborný pracovní pes.

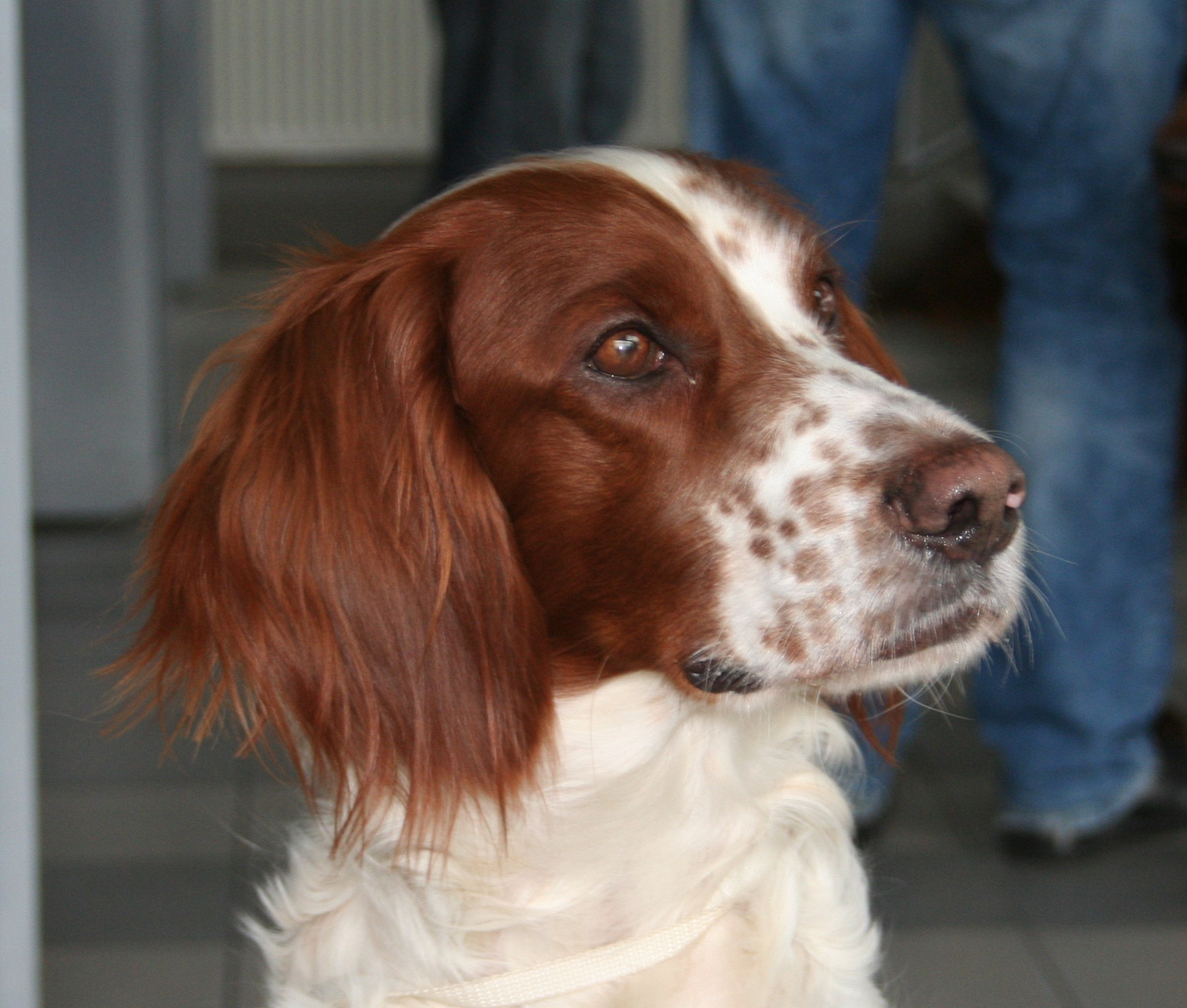
Hlava irského červenobílého setra

## Povaha
Irský červenobílý setr je přátelský, hravý, aktivní a loajální pes. Rád a rychle se učí, bez jakékoliv tvrdohlavosti. V jeho chovu se podporují lovecké pudy, má tedy výborný čich i sluch a na stopě pracuje rychle s nosem u země. Využívá se jako lovecký pes, ale je to i dobrý společník do domácnosti s dětmi. Je vytrvalý a temperamentní. Oproti ostatním setrům je na svém pánovi velmi závislý a není vhodný pro celoroční odchov venku.
S dětmi vychází dobře a jejich dětské hry strpí.
Je vhodné jej chovat ve větší smečce psů, protože jinak si bude jejich společnost vyhledávat sám — tím jsou irští červenobílí setři známí . Ostatní zvířata mu nevadí, ale protože má silný lovecký pud, může se snažit lovit nebo stopovat lesní zvířata.
S cizími vychází dobře a nevadí mu. Na nezvané návštěvníky umí upozornit a pokud si myslí, že je majetek pána nebo majitel sám v ohrožení, umí rázně zakročit.

## Péče

### Péče o srst
Srst irského červenobílého setra líná 2x v roce, na jaře a na podzim, a v této době je nutné ji vyčesávat každý den klidně i několikrát. Tito psi extrémně línají, takže se nehodí pro alergiky. Mimo jaro a podzim ale není potřeba věnovat jejich srsti přílišnou péči a stačí ji vyčesat jednou za týden.

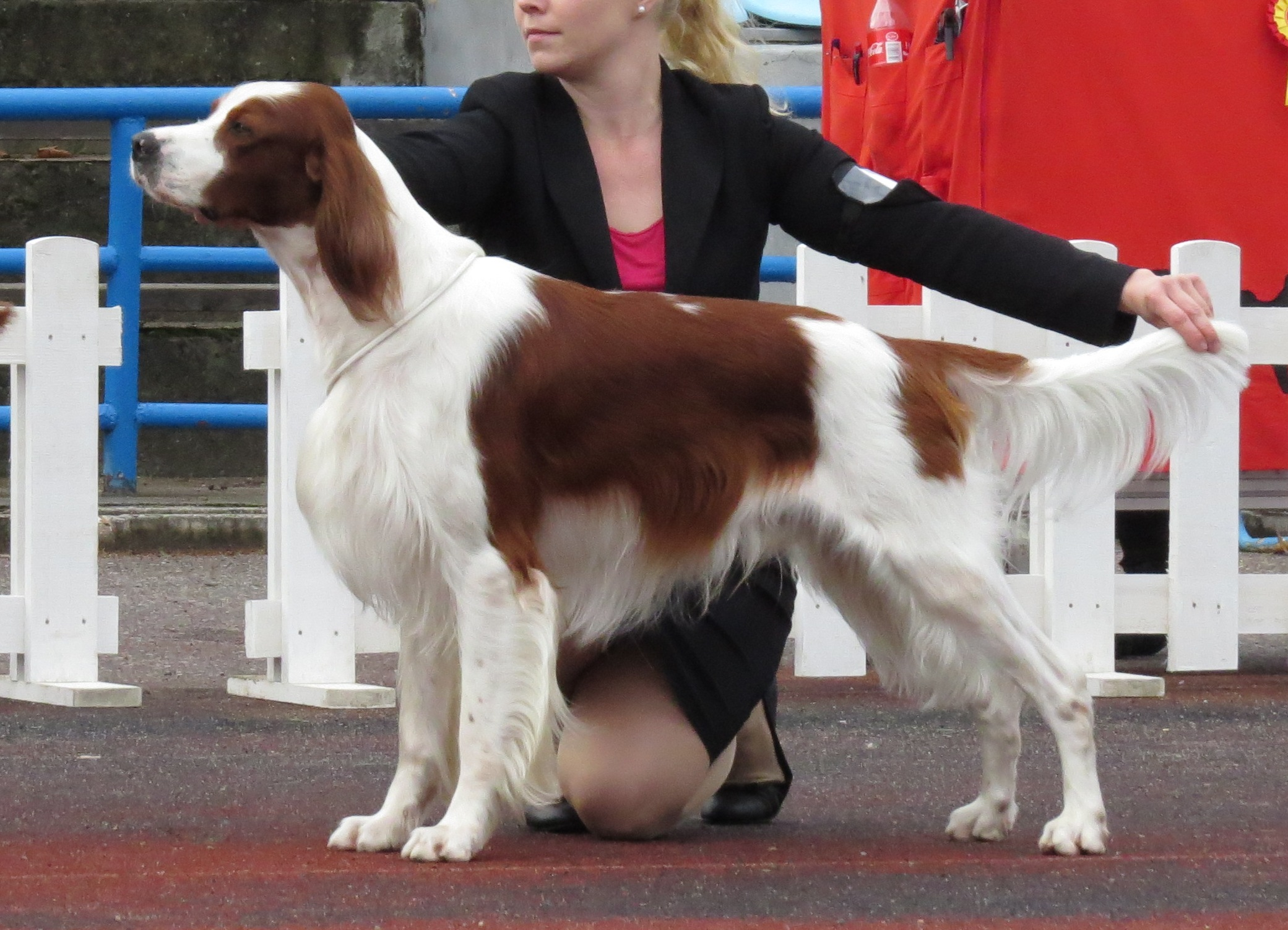
Výstavní postoj

### Pohyb
Pohyb toto plemeno vyžaduje. Je pro něj vhodný veškerý pohyb, od plavání až po horské túry. Nejpřirozenějším pohybem pro toto plemeno je ale lov. Rádi stopují a vystavují zvěř. Hodí se i pro různé psí sporty, jako je agility.

### Výcvik a výchova
Vyžaduje pevné vedení a výcvik i výchova jsou naprostou nutností. Výcvik by měl být veden bez fyzických trestů, protože irský červenobílý setr je snáší velmi špatně. Výcvik může vést i začátečník, pokud ale má patřičnou sebedůvěru — setři to vycítí a umí toho využít i ve svůj prospěch.